# Mundochthonius carpaticus
Mundochthonius carpaticus – gatunek zaleszczotka z rodziny Chthoniidae.
Gatunek ten opisany został po raz pierwszy w 1948 roku przez Jana Rafalskiego. Miejsce typowe znajduje się w polskiej części Pienin Właściwych.
Zaleszczotek ten ma dwie pary dobrze wykształconych oczu, czym odróżnia się od pokrewnego, całkiem bezokiego M. styriacus. Nogogłaszczki zaopatrzone są w szczypce pozbawione ujść gruczołów jadowych. Palec nieruchomy tychże szczypiec ma od 44 do 52 ząbków, a palec ruchomy od 49 do 60 ząbków. Spośród bioder odnóży krocznych tylko te drugiej pary wyposażone są w kolce biodrowe. Odnóża kroczne pierwszej i drugiej pary mają jednoczłonowe stopy, natomiast odnóża kroczne pary trzeciej i czwartej mają stopy dwuczłonowe.
Pajęczak ten zasiedla lasy liściaste i mieszane, najchętniej grądy i buczyny. Zamieszkuje stanowiska cieniste w bezpośrednim sąsiedztwie pni starych drzew. Bytuje w ściółce, próchnie, próchnicy, pod kamieniami i butwiejącym drewnem.
Gatunek palearktyczny o pochodzeniu karpackim. W Polsce znany jest z Pienin, Gór Słonnych, Ojcowskiego Parku Narodowego, Gór Świętokrzyskich i Mazowsza. Poza tym występuje w Czechach, na Słowcji i Ukrainie, sięgając łukiem Karpat aż po Czarnohorę. Umieszczony został na „Czerwonej liście gatunków zagrożonych Republiki Czeskiej” ze statusem zagrożonego wyginięciem (EN).